# Thyreus macleayi
Thyreus macleayi är en biart som först beskrevs av Cockerell 1907.  Thyreus macleayi ingår i släktet Thyreus och familjen långtungebin. Inga underarter finns listade i Catalogue of Life.